# Jucimara
Jucimara Evangelista Dantas(Ilha Solteira, 4 de fevereiro de 1978), mais conhecida como Mamá  é uma basquetebolista profissional brasileira. Atualmente treina uma equipe de jovens atletas em Campinas.

## Carreira
Mamá fez parte do elenco da Seleção Brasileira de Basquetebol Feminino nas Olimpíadas de 2008, em Pequim.